# Pumni de oțel
Pumni de oțel (2011) (denumire originală Real Steel) este un film științifico-fantastic regizat de Shawn Levy după un scenariu de John Gatins. În rolurile principale interpretează Hugh Jackman și Kevin Durand. Filmul se bazează vag pe povestirea din 1956 Steel de Richard Matheson. Real Steel a fost în faza de pre-producție câțiva ani înainte ca filmările să înceapă la 11 iunie 2010. Filmările au avut loc în principal în statul american Michigan. Au fost construiți roboți Animatronici pentru acest film și s-a folosit tehnologie de capturare a mișcărilor. Real Steel a avut premiera în Australia pe 6 octombrie 2011 și în Statele Unite și Canada pe 7 octombrie 2011.

## Prezentare
Filmul prezintă un viitor în care roboți umanoizi luptă în ring pentru distracția oamenilor.